# Angelica Wallén
Angelica Wallén (født d. 11. april 1986 i Sundsvall) er en tidligere svensk håndboldspiller. Der har optrådt for Skövde HF, Team Esbjerg, Randers HK, Toulon Saint-Cyr Var Handball, Skuru IK, Nykøbing Falster Håndboldklub, Odense Håndbold og IK Sävehof.
Hun var i 2010 med til at vinde en sølvmedalje for Sverige til EM i Danmark og Norge.
Hun var med til at vinde den danske liga, Damehåndboldligaen, i 2021 med Odense Håndbold.